# エーエティオーン
エーエティオーン（古希: Ἠετίων, Ēetiōn）は、ギリシア神話の人物である。長音を省略してエエティオンとも表記される。主に、
- アンドロマケーの父
- イムブロス島の王

が知られている。以下に説明する。

## アンドロマケーの父
このエーエティオーンは、トローアス地方の都市テーベーの王で、7人の息子と娘アンドロマケーの父。アンドロマケーはトロイアー王プリアモスの子ヘクトールの妻。
ホメーロスはエーエティオンーンが治めるテーベーを聖なる都と呼んでいる。エーエティオンーンはトロイア戦争の初期の戦いでアキレウスに討たれた。アキレウスはエーエティオンーンの甲冑を剥ぎ取って遺体を辱めることはせず、甲冑をまとったまま火葬し、墓を築いて埋葬した。またゼウスの娘である山のニュムペーたちはエーエティオンーンの墓の周りにニレの木を植えた。7人の息子たちはみな家畜の世話をしているところをアキレウスに殺された。エーエティオンーンの妻はアキレウスの捕虜となったのちに莫大な身代金と引き換えに解放されたが、アルテミスの矢に射られて世を去った。またクリューセーイスはテーベーを訪れていたために、アキレウスによって捕えられ、アガメムノーンに与えられた。

## イムブロス島の王
このエーエティオーンは、イムブロス島の王である。トロイア戦争でプリアモスの子リュカーオーンがアキレウスの捕虜となったとき、レームノス島の王エウネーオスがリュカーオーンを買い取った。エーエティオンーンはそれを3倍の値段で買い取って、トローアス地方の都市アリスベーに送った。しかしリュカーオーンはアリスベーからトロイアーに戻ったのち、戦場で再びアキレウスに遭遇して殺された。

## その他の人物
- トロイア戦争で戦ったギリシアの戦士。パリスに討たれた[10]。
- トロイア戦争でメネラーオスに討たれたポデースの父[11]。